# Фармінгтон (Айова)
Фармінгтон (англ. Farmington) — місто (англ. city) в США, в окрузі Ван-Б'юрен штату Айова. Населення — 579 осіб (2020).

## Географія
Фармінгтон розташований за координатами 40°38′20″ пн. ш. 91°44′20″ зх. д. / 40.63889° пн. ш. 91.73889° зх. д. (40.638854, -91.739013).  За даними Бюро перепису населення США в 2010 році місто мало площу 1,21 км², уся площа — суходіл.

## Демографія
Згідно з переписом 2010 року, у місті мешкали 664 особи в 299 домогосподарствах у складі 170 родин. Густота населення становила 547 осіб/км².  Було 337 помешкань (278/км²).
Расовий склад населення:
| - 97,7 % — білих - 0,8 % — корінних американців - 0,3 % — чорних або афроамериканців |

До двох чи більше рас належало 0,6 %. Частка іспаномовних становила 2,1 % від усіх жителів.
За віковим діапазоном населення розподілялося таким чином: 24,4 % — особи молодші 18 років, 53,8 % — особи у віці 18—64 років, 21,8 % — особи у віці 65 років та старші. Медіана віку мешканця становила 41,6 року. На 100 осіб жіночої статі у місті припадало 97,0 чоловіків;  на 100 жінок у віці від 18 років та старших — 92,3 чоловіків також старших 18 років.
Середній дохід на одне домашнє господарство  становив 47 866 доларів США (медіана — 38 056), а середній дохід на одну сім'ю — 64 367 доларів (медіана — 50 000). Медіана доходів становила 43 333 долари для чоловіків та 22 008 доларів для жінок. За межею бідності перебувало 14,1 % осіб, у тому числі 4,4 % дітей у віці до 18 років та 9,5 % осіб у віці 65 років та старших.
Цивільне працевлаштоване населення становило 331 осіб. Основні галузі зайнятості: освіта, охорона здоров'я та соціальна допомога — 23,3 %, виробництво — 22,7 %, роздрібна торгівля — 14,8 %, будівництво — 7,6 %.